# Joshua Dallas
 (juillet 2022).
Si vous disposez d'ouvrages ou d'articles de référence ou si vous connaissez des sites web de qualité traitant du thème abordé ici, merci de compléter l'article en donnant les références utiles à sa vérifiabilité et en les liant à la section « Notes et références ».
Pour les articles homonymes, voir Dallas.
Joshua « Josh » Dallas, né le 18 décembre 1978 à Louisville, dans le Kentucky, est un acteur américain.
Il se fait connaître grâce aux rôles de Fandral dans le film Thor, aux côtés de Chris Hemsworth, ainsi que du Prince Charmant dans la série Once Upon a Time et Ben Stone dans Manifest.

## Biographie

### Jeunesse
Josh Dallas naît le 18 décembre 1978 à Louisville, dans le Kentucky.
Jeune, il étudie le théâtre sous la direction de David Longest au lycée de New Albany, dans l'Indiana, où il est diplômé en 1997. Il obtient ensuite la bourse Sarah Exley qui finance ses études en arts du spectacle au Mountview Conservatoire de Londres, en Angleterre.

### Carrière
Josh Dallas, une fois diplômé du conservatoire, rejoint la Royal Shakespeare Company et prend part au Royal National Theatre, toujours à Londres.
En 2006, il commence sa carrière à la télévision, en apparaissant dans la série télévisée britannique Ultimate Force, ainsi que Doctor Who, en 2008.
Il retourne dans son pays natal et habite à Hollywood pour y entamer sa carrière d'acteur de cinéma[Quand ?][réf. nécessaire].
En 2011, il est choisi pour incarner Fandral dans le film de super-héros Thor de Kenneth Branagh, aux côtés de Chris Hemsworth, après que Stuart Townsend ait abandonné le rôle. La même année, il est à l'affiche de la nouvelle série fantastique Once Upon a Time. Son engagement sur la série l'empêche de reprendre le rôle de Fandral dans Thor : Le Monde des ténèbres, confié à Zachary Levi. Après six saisons, il quitte la série en 2017.
En 2018, il obtient le rôle principal pour la série Manifest, où il incarne Benjamin « Ben » Stone, aux côtés de Melissa Roxburgh. La série est diffusée le 24 septembre 2018 sur NBC.

### Vie privée
En 2003, Josh Dallas rencontre l'actrice Lara Pulver, à l'époque où il était encore étudiant en Angleterre. En décembre 2007, ils se sont mariés. En 2011, ils sont divorcés.
En plein été 2011, il est en couple avec Ginnifer Goodwin, sa partenaire de Once Upon a Time. Il se murmure que leur couple s'est formé en août, soit environ un mois après leur rencontre sur le tournage. Le 11 octobre 2013, ils annoncent leur fiançailles. En fin novembre 2013, ils révèlent leur premier enfant. Le 12 avril 2014, ils se marient à Los Angeles. Ensemble, ils ont deux garçons nés respectivement en 2014, puis 2016.

## Filmographie

### Cinéma

#### Longs métrages
- 2008 : 80 minutes de Thomas Jahn : Floyd
- 2009 : Le Boxeur (The Boxer) de Thomas Jahn : Ben
- 2009 : The Descent 2 (The Descent: Part 2) de Jon Harris : Greg
- 2009 : Ghost Machine de Chris Hartwill : Bragg (voix)
- 2011 : Thor de Kenneth Branagh : Fandral
- 2012 : L'Escadron Red Tails (Red Tails) d'Anthony Hemingway : Ryan
- 2016 : Zootopie (Zootopia) de Byron Howard et Rich Moore : Frantic Pig (voix)

#### Court métrage
- 2016 : Sidekick de Jeff Cassidy : James / le capitaine

### Télévision

#### Téléfilms
- 2009 : The Last Days of Lehman Brothers de Michael Samuels : Ace
- 2011 : Un combat, cinq destins (Five) de Jennifer Aniston, Patty Jenkins et Alicia Keys : Henry

#### Séries télévisées
- 2006 : Ultimate Force : Weaver (saison 4, épisode 3 : The Dividing Line)
- 2008 : Doctor Who : Node 2 (saison 4, épisode 8 : Silence in the Library)
- 2010 : Money (en) : Spunk Davies (mini-série ; 2 épisodes)
- 2011 : Hawaii 5-0 (Hawaii Five-0) : Ben Bass (saison 1, épisode 6 : Ko'olauloa)
- 2011 : Les Experts (CSI: Crime Scene Investigation) : Kip Woodman (saison 11, épisode 15 : Targets of Obsession)
- 2011-2018 : Once Upon a Time : James, le Prince charmant / John Doe / David Nolan (134 épisodes)
- 2012 : Trigger Point : Tom Wisher
- 2018-2023 : Manifest : Ben Stone (62 épisodes)

## Nominations
- Teen Choice Awards 2012 : meilleure Révélation masculine de l'année aux Teen Choice Awards pour Once Upon a Time
- Teen Choice Awards 2014 : meilleur acteur dans une série de science-fiction ou Fantastique pour Once Upon a Time
- People's Choice Awards 2015 : duo préféré avec Ginnifer Goodwin pour Once Upon a Time